# Ich geh und suche mit Verlangen, BWV 49
Ich geh und suche mit Verlangen, BWV 49 (alemany), Vaig, anhelant, a buscar-te (català), és una cantata religiosa de Johann Sebastian Bach per al vintè diumenge després de la Trinitat, estrenada a Leipzig, el 3 de novembre de 1726.

## Origen i context
L'obra porta el subtítol de Diàleg i, de fet, està escrita com una conversa entre Jesús i l'ànima, representats pel baix i el soprano, respectivament. D'autor desconegut, no es pot descartar que sigui de Picander, el text és ple de llenguatge amatori propi dels enamorats. L'absència total del cor li dona una aparença de cantata profana italiana, de fet podria dir-se de cantata nupcial, ja que s'inspira en l'evangeli del dia Mateu (22, 1-14) on Jesús compara el seu regne amb un banquet de noces. Les altres dues cantates conservades per a aquest diumenge són la BWV 162 i la BWV 180.

## Anàlisi
Obra escrita per a soprano i baix; orgue, oboè, violoncel piccolo, corda i baix continu. Consta de sis números, cap d'ells per al cor.
1. Simfonia
2. Ària (baix): Ich geh und suche mit Verlangen  (Vaig, anhelant, a buscar-te)
3. Recitatiu (soprano i baix): Mein Mahl ist zubereit (El banquet està amatent)
4. Ària (soprano): Ich bin herrlich, ich bin schön (Estic radiant, estic formosa)
5. Recitatiu (baix i soprano): Mein Glaube hat mich selbst so angezogen  (La meva Fe em fa estar així d'inquieta)
6. Ària i Coral (baix i soprano): Dich hab ich je und je geliebet (Amb amor etern t'he estimat)

La simfonia orquestral que obre la cantata, és el tercer moviment del concert per a clavecí (BWV 1053), compost a Köthen, basat en un d'anterior per a flauta o oboè; a la cantata la part solista la fa l'orgue, que també intervé en els números 2 i 6. A l'ària de baix, número 2, pren la paraula Jesús, acompanyat de l'orgue i el continu; la melodia fa uns salts amplis, tant ascendents com descendents, que expressen la cerca anhelant cap a un costat i a l'altre. El número 3, és un duet amorós típic, quasi més propi d'una obra profana, entre Crist i l'ànima. Al número següent, l'ària de soprano és molt original, acompanyada per l'oboè i el violoncel picolo, que fou l'última vegada que Bach en feu ús. El número 5, un recitatiu amb tendència a convertir-se en un arioso, és un diàleg entre els dos protagonistes, que dona pas al duet final, en què el baix canta la seva ària amb la participació de l'orgue i, per la seva banda, el soprano entona la sèptima estrofa del coral Wie schön der Morgenstern de Philipp Nicolai (1599). Té una durada aproximada d'uns vint-i-cinc minuts.

## Discografia seleccionada
- J.S. Bach: Das Kantatenwerk. Sacred Cantatas Vol. 3. Nikolaus Harnoncourt, Concentus Musicus Wien, Peter Jelosits, Rud van der Meer. (Teldec), 1994.
- J.S. Bach: The complete live recordings from the Bach Cantata Pilgrimage. CD 48: Cattedrale di San Lorenzo, Gènova; 4 de novembre de 2000. John Eliot Gardiner, English Baroque Soloists, William Towers, James Gilchrist. (Soli Deo Gloria), 2013.
- J.S. Bach: Complete Cantatas Vol. 16. Ton Koopman, Amsterdam Baroque Orchestra & Choir. (Challenge Classics), 2004.
- J.S. Bach: Cantatas Vol. 50. Masaaki Suzuki, Bach Collegium Japan, Hana Blazikova, Peter Kooij. (BIS), 2012.
- J.S. Bach: Church Cantatas Vol. 17. Helmuth Rilling, Bach-Collegium Stuttgart. Arleen Augér, Philippe Huttenlocher. (Hänssler), 1999.
- J.S. Bach: Cantatas 82, 49 & 58 Sigiswald Kuijken, La Petite Bande. Nancy Argenta, Klaus Martens. (Accent), 2009.